# Lies, Hautes-Pyrénées
Lies är en kommun i departementet Hautes-Pyrénées i regionen Occitanien i sydvästra Frankrike. Kommunen ligger i kantonen Bagnères-de-Bigorre som tillhör arrondissementet Bagnères-de-Bigorre. År 2022 hade Lies 74 invånare.

## Befolkningsutveckling
Antalet invånare i kommunen Lies
| Referens: INSEE |